# James Kelly (baloncestista)
James Kelly (Ann Arbor, Míchigan, 19 de abril de 1995) es un baloncestista estadounidense que actualmente se encuentra sin equipo. Con 2,03 metros de estatura, juega en la posición de ala-pívot. 

## Trayectoria deportiva

### Universidad
Jugó dos años en el Owens Community College, donde promedió 17,9 puntos y 10,0 rebotes, convirtiéndose en el primer jugador de la historia del college en alcanzar 1.000 puntos, 600 rebotes, 100 robos de balón y 100 tapones en su carrera.
Para su temporada júnior fue transferido a los Hurricanes de la Universidad de Miami, donde acabó promediando 6,0 puntos y 3,7 rebotes por partido.
Em mayo de 2014 fue nuevamente transferido, en esta ocasión a los Thundering Herd de la Universidad Marshall, teniendo que pasar un año en blanco debido a la normativa de la NCAA. Allí jugó su última temporada de universitario, en la que promedió 20,1 puntos y 9,8 rebotes por partido, siendo elegido debutante del año de la Conference USA e incluido en su mejor quinteto de la temporada.

### Profesional
Tras no ser elegido en el Draft de la NBA de 2016, jugó las Ligas de Verano de la NBA con los Charlotte Hornets, promediando 6,3 puntos y 6,0 rebotes en los cuatro partidos que disputó. En el mes de julio fue elegido en el draft de la liga coreana por los Incheon ET Land Elephants. Allí jugó una temporada como titular, en la que promedió 23,3 puntos y 10,2 rebotes por partido.
El 26 de octubre de 2021, firma por el Aris B.C. de la A1 Ethniki.
El 4 de noviembre de 2022, Kelly fue incluido en la plantilla de la noche de apertura de los Birmingham Squadron.